# Helena Kozłowska

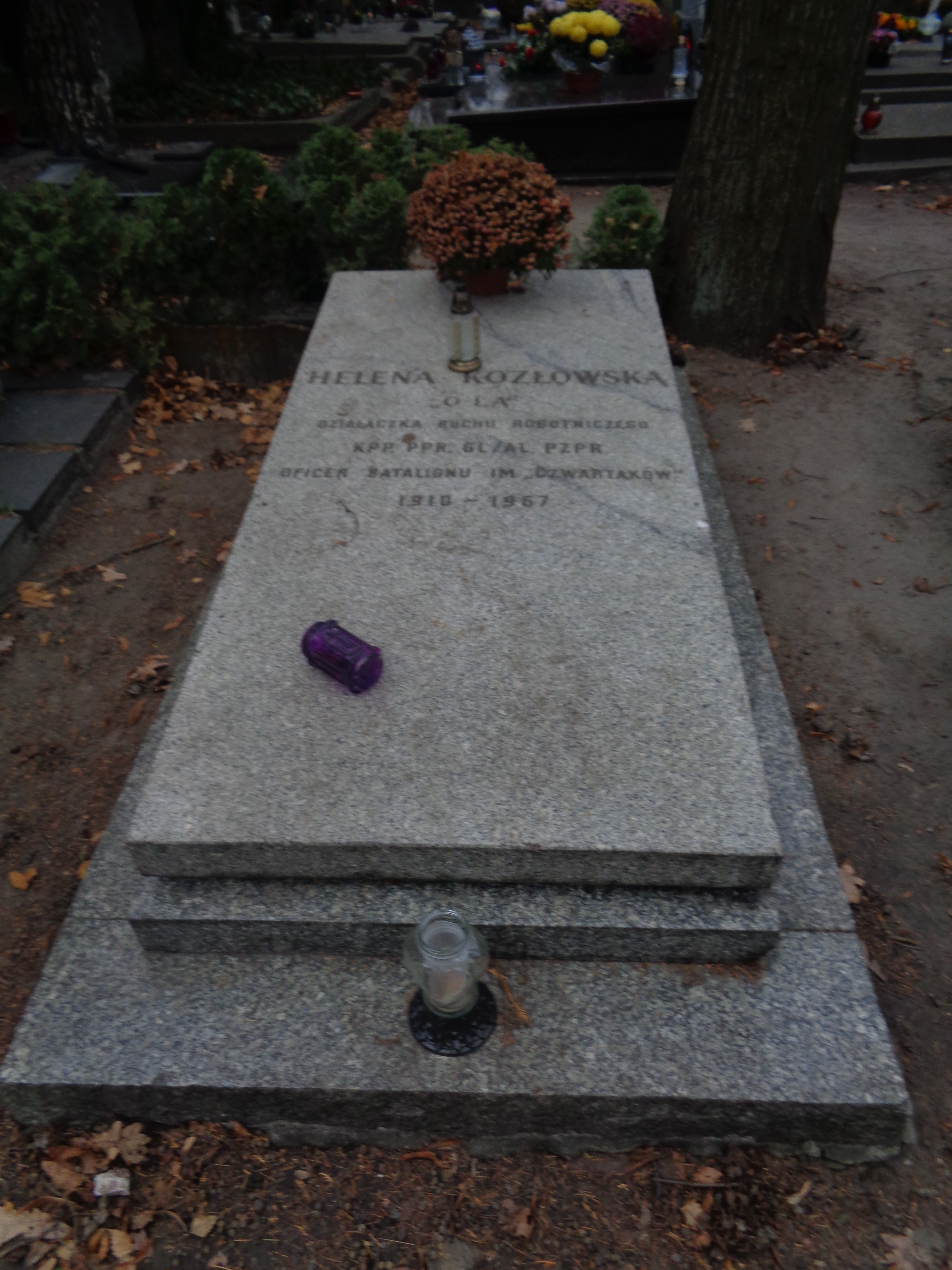
Grób Heleny Kozłowskiej na Cmentarzu Wojskowym na Powązkach

Helena Kozłowska (właśc. Bela Frisz), po mężu Schöncherz, pseud. „Ola“ (ur. 24 września 1906 w Oświęcimiu, zm. 23 listopada 1967 w Warszawie) – działaczka KPP, członkini Zarządu Głównego ZWM od 1943, KC PPR i Centralnej Trójki PPR od 1944, KC PZPR w latach 1948–1959, 1945–1947 zastępczyni kierownika i kierowniczka Wydziału Propagandy KC PPR, od 1954 zastępczyni kierownika Wydziału Organizacyjnego KC PZPR, członkini Komisji Rewizyjnej KC PZPR, członkini Rady Naczelnej ZBoWiD.

## Życiorys
Urodziła się 24 września 1906 w Oświęcimiu, w rodzinie Żydów galicyjskich Szymona i Felicji. Po ukończeniu gimnazjum została księgową w Krakowie. Na początku 1929 wstąpiła do KPP. W drugiej połowie 1930 więziona za działalność komunistyczną w więzieniu św. Michała, następnie wydalona z Krakowa, przeniosła się do Warszawy, gdzie we wrześniu 1931 została ponownie aresztowana i skazana na 4 lata więzienia. Wyrok odbywała m.in. na oddziale kobiecym Pawiaka, „Serbii”, gdzie była członkinią zarządu komuny więźniów politycznych i starościną komuny. Po zwolnieniu w lutym 1935 działała w MOPR, m.in. jako sekretarz okręgowa na Płock i Warszawę Podmiejską. VIII 1936–I 1939 ponownie więziona. We wrześniu 1939 przeniosła się do Białegostoku, gdzie pracowała w dzienniku „Wolna Praca” oraz jako instruktorka obwodowego komitetu MOPR. Po ataku Niemiec na ZSRR przybyła do Generalnego Gubernatorstwa, a w maju 1942 wróciła do Warszawy i wstąpiła do PPR. Współpracowała z „Trybuną Wolności” i „Głosem Ludu”, pracowała w redakcji „Głosu Warszawy” i „Przeglądu Tygodnia”. Od lipca 1943 w ZWM, członkini Zarządu Głównego, współautorka deklaracji ideowej ZWM. Zastępczyni dowódcy batalionu „Czwartaków” ds. polityczno-wychowawczych. W lipcu 1944 została włączona do tymczasowej Centralnej Trójki PPR. Podczas powstania warszawskiego formowała oddziały AL, organizowała dowództwo i kierowała propagandą. Po upadku powstania działała w Okręgu Warszawa-Lewa Podmiejska, była dwukrotnie ranna. Po styczniu 1945 organizowała Radę Miejską Żyrardowa, następnie pracowała w aparacie partyjnym. Od 3 maja 1945 była posłanką do Krajowej Rady Narodowej, reprezentując Polską Partię Robotniczą.
Autorka biogramów w Polskim Słowniku Biograficznym i Słowniku biograficznym działaczy polskiego ruchu robotniczego.
Była odznaczona dwukrotnie Orderem Sztandaru Pracy I klasy, Orderem Odrodzenia Polski, Krzyżem Partyzanckim, Medalem za Warszawę 1939–1945, Medalem 10-lecia Polski Ludowej (1955), Odznaką Grunwaldzką, Odznaką honorową „Za zasługi dla Gdańska” (1960) i  Złotą odznaką honorową „Za Zasługi dla Warszawy” (1967).
Jej mąż Henryk Schöncherz, działacz KPP, został zamordowany przez Niemców w lipcu 1941.
Została pochowana z honorami 25 listopada 1967 w Alei Zasłużonych na Powązkach Wojskowych w Warszawie (kwatera A27-tuje-19). W pogrzebie uczestniczyli przedstawiciele kierownictwa PZPR m. in. członkowie Biura Politycznego KC PZPR Ryszard Strzelecki i Stefan Jędrychowski. W imieniu KC PZPR przemówienie wygłosił kierownik Biura Spraw Kadrowych Stefan Misiaszek.

## Upamiętnienie
Od 30 maja 1986 do 9 listopada 2017 r. była patronką ulicy w Warszawie na terenie dzielnicy Mokotów.